# مذنب إنكي
مذنب إنكي (Enky-Comet) هو ذلك المذنب قصير الدورة الذي اكتشفه بيير ميشان في 26 نوفمبر عام 1818 بمدينة مرسيليا, وقد سمي هذا المذنب باسم إنكي نسبة إلى العالم يوهان إنكي الذي حسب لأول مرة مداره بدقة ووجد أن له زمن دوران قدره ثلاث سنوات و115 يوم، وهذا المذنب الذي يمكن مشاهدته فقط في المنظار يتميز بأن زمن دورته يقصر باستمرا وبغير نظام، يمكن تعليل ذلك بالمادة التي تنبعث من الجانب المواجه للشمس إذا افترضنا أن تركيب نواة المذنب تخضع لنموذج «ويبل» وأن هذه النواة تدور، ومن كثرة ما شوهد هذا المذنب فإنه يعتبر أكثر المذنبات التي تم مشاهدتها، فقد شوهد في 47 اقتراباً من الشمس.

## المصدر
- الموسوعة الفلكية